# 青木強
青木 強（あおき つよし、1977年5月30日 - ）は、日本の男性声優。アクセント所属。東京都出身。

## 人物
以前はアーツビジョン、エーエス企画に所属していた。
資格は普通自動車免許、普通自動二輪免許。特技は大食い。趣味は水泳、録音。

## 出演
太字はメインキャラクター。

### テレビアニメ
2005年
- IZUMO -猛き剣の閃記-（悪霊兵、石像）
- こいこい7（男B）
- はっぴぃセブン 〜ざ・テレビまんが〜（体育教師）

2006年
- つよきす Cool×Sweet（男子生徒）
- 吉永さん家のガーゴイル（片桐林吾 他）

2008年
- あかね色に染まる坂（学生B、ドウターB）
- アリソンとリリア（夫）
- 狂乱家族日記（チンピラ）
- ゴルゴ13（ソルジャー、監視員、船員）
- 屍姫 赫（僧）
- TYTANIA -タイタニア-（グラニート、来賓、執務官）
- 鉄腕バーディー DECODE（2008年 - 2009年、トカゲ男B、刑事、佐々木所長、ロス、アナウンサー 他）- 2シリーズ
- とらドラ!（稲毛、MC男、数学教師、男子C、店員、ケーキ店主、祖父）
- のだめカンタービレ シリーズ（2008年 - 2010年、ファゴット首席、参加者C、運転手、男1、団員）- 2シリーズ
- 北斗の拳 ラオウ外伝 天の覇王（サリム、ダル、シズメの父、ジライ団、兵士 他）

2009年
- 青い花（係のおじさん）
- 明日のよいち!（怒苦労リーダー、お化けA、刺客B、執事）
- アスラクライン2（学生）
- うみものがたり 〜あなたがいてくれたコト〜（ガイコツ兵士）
- 家庭教師ヒットマンREBORN!（博士）
- CANAAN（アンブルームB、CIA特殊部隊員、警官、アナウンサーB）
- ケロロ軍曹（宇宙カレー店店員）
- 聖剣の刀鍛冶（山賊）
- DARKER THAN BLACK -流星の双子-（エージェントA）
- 大正野球娘。（審判）
- タユタマ -Kiss on my Deity-（パイロット）
- とある科学の超電磁砲（2009年 - 2013年、チンピラB、強盗、スキルアウト）- 2シリーズ
- 東京マグニチュード8.0（救急隊員）
- みなみけ おかえり（先生）
- よくわかる現代魔法（姉原研十郎）

2010年
- SDガンダム三国伝 Brave Battle Warriors（黄巾賊）
- オオカミさんと七人の仲間たち（雉野）
- 祝福のカンパネラ（おじさん、庭師）
- セキレイ〜Pure Engagement〜（パイロットA）
- 探偵オペラ ミルキィホームズ（2010年 - 2012年、客C、寿司屋の大将〈ジョニー〉、アナウンサー、車掌、男子生徒）- 2シリーズ
- HEROMAN（警官B、戦車兵、ジョン、ギャングC）
- FORTUNE ARTERIAL 赤い約束（数学教師）
- RAINBOW-二舎六房の七人-（熊谷）

2011年
- セイクリッドセブン（屋台の主人）
- よんでますよ、アザゼルさん。（警察官）

2012年
- AKB0048（船員C）
- キングダム（2012年 - 2014年、敦、魏興、シュンメン、李斯、山和、白亀西、竜有、慶 他） - 2シリーズ
- 灼眼のシャナIII（“輿隷の御者”パラ）
- ゼロの使い魔F（聖堂騎士、士官、リーダー騎士）
- ハイスクールD×D（森沢）
- モーレツ宇宙海賊（職員）

2013年
- 探検ドリランド -1000年の真宝-（獄炎王子ヘルメレク）

2016年
- 魔法つかいプリキュア!（2016年 - 2025年、朝日奈大吉） - 2シリーズ

2019年
- うちの娘の為ならば、俺はもしかしたら魔王も倒せるかもしれない。（ダグラス）

2020年
- 神達に拾われた男（2020年 - 2023年、フェイ） - 2シリーズ
- 池袋ウエストゲートパーク（塚本孝造）

2023年
- レベル1だけどユニークスキルで最強です（マーガレット姫の執事）

### 劇場アニメ
- HIGHLANDER ハイランダー 〜ディレクターズカット版〜（2008年、村人）
- 魔法少女リリカルなのは The MOVIE 1st（2010年、黒い影）
- 魔法少女リリカルなのは The MOVIE 2nd A's（2012年）

### OVA
2004年
- HAPPY★LESSON THE FINAL（生徒）

2005年
- バービーと妖精の国フェアリートピア

2008年
- 快盗天使ツインエンジェル（ブラックオークション・スタッフ）

2009年
- 聖闘士星矢 THE LOST CANVAS 冥王神話（聖闘士候補生）
- ToHeart2 adplus

2011年
- 最遊記外伝

2015年
- ろぼっとアトム（フラー博士）

### ゲーム
2009年
- 北斗の拳 ラオウ外伝 天の覇王（ジャギ）

2010年
- 斬撃のREGINLEIV（プルグント兵B、ゴート兵B）
- 鋼の錬金術師 FULLMETAL ALCHEMIST 約束の日へ

2012年
- タイムトラベラーズ

2013年
- インジャスティス:神々の激突
- コール オブ デューティ ゴースト
- レゴシティ アンダーカバー（チェイス・マケイン）

2018年
- サガ スカーレット グレイス 緋色の野望（マクシミアス）

2023年
- ファイナルファンタジーXVI（ルボル）

### ドラマCD
- 風の歌 星の道
- キリノセカイ（ジダ）
- サウンドドラマ「ドラマ de にじちぅ」（食玩のおにいさん）
- 同級生2（保健医）

### BLCD
- ウサギ狩り（一羽の父）
- YEBISUセレブリティーズ grand final（大橋）
- 最強（X）凶の男（三山）
- scarlet（店員）
- プリーズ・ミスター・ポリスマン!（刑事）
- ワンナイトスタンド（男B）

### ラジオドラマ
- VOMIC 華麗なる食卓（源さん）

### 吹き替え

#### 映画
- アナコンダ3（グロズニー〈アンソニー・グリーン〉）
- アルティメット2 マッスル・ネバー・ダイ
- イントゥ・ザ・インフェルノ マグマの世界
- 運命のボタン
- X-MEN:ファースト・ジェネレーション（米通信兵）
- XOXO（タリク〈ブレット・デルボノ〉）※Netflix配信版
- キャプテン・アメリカ/ザ・ファースト・アベンジャー
- クライモリ デッド・リターン
- サーフィン ドッグ
- 新世紀Mr.Boo! ホイさま カミさま ホトケさま
- 幸せがおカネで買えるワケ
- スノーホワイト/氷の王国（ブラックウッド〈コリン・モーガン〉）
- スペイン一家監禁事件
- ストーン（若いジャック〈エンヴェア・ジョカイ〉）
- ダイアリー・オブ・ザ・デッド（トニー〈ショーン・ロバーツ〉）
- チョコレート・バトラー（ムン〈チョ・ジェヒョン〉）
- チェイシング・コーラル 消えゆくサンゴ礁（リチャード・ビーバーズ）
- テイク・シェルター（デュアート〈シェー・ウィガム〉）
- デビル・インサイド（エイムズ神父〈ジョン・プロスキー〉）
- トータル・ディザスター（ベン・ジェフロー〈マッティ・フィノチオ〉）
- トランスフォーマー/リベンジ
- トランスフォーマー/ダークサイド・ムーン（ストーン〈ジョシュ・ケリー〉）
- トレマーズ ブラッドライン（トラヴィス・ウェルカー〈ジェイミー・ケネディ〉）
- トワイライトシリーズ（エメット・カレン〈ケラン・ラッツ〉）
  - トワイライト〜初恋〜
  - ニュームーン/トワイライト・サーガ
  - エクリプス/トワイライト・サーガ
  - ブレイキング・ドーン Part1/トワイライト・サーガ
- バッドトリップ! 消えたNO.1セールスマンと史上最悪の代理出張（トレント）
- バッド・ルーテナント（アルマン・ブノワ〈ショーン・ハトシー〉）
- パラサイト・バイティング 食人草
- ハリエットはティーン・スパイ
- 4デイズ
- マーリー2 世界一おバカな犬のはじまりの物語（ヒンクル〈ジョフ・グスタフソン〉）
- ラスト・キリング 狼たちの銃弾（オーネイ・コーラル）
- ラブリーボーン
- レイダース 失われた魔宮と最後の王国
- 恋愛ルーキーズ

#### ドラマ
- iCarly
- ATHENA -アテナ-（キム・ジュノ〈チェ・シウォン〉）
- アンダー・ザ・ドーム（ベン・ドレイク）
- ALCATRAZ/アルカトラズ
- イルジメ〜一枝梅（デシク）
- ウェイバリー通りのウィザードたち ザ・ムービー
- エデンの東
- エージェント・オブ・シールド シーズン3（ナサニエル・マリック〈ジョエル・コートニー〉）
- オー!マイレディ
- カイルXY
- カシミアマフィア
- 華麗なる遺産（イ・ヒョンジン〈キム・ ジェスン〉）
- 気分はぐるぐる #16
- 救命医ハンク セレブ診療ファイル
- THE KILLING/キリング（ヴァウン・スケアベック〈ニコライ・コペルニクス〉）
- ギルモア・ガールズ（ブツィー）
- glee/グリー 踊る♪合唱部!?（パック / ノア・パッカーマン〈マーク・サリング〉、ロッド）
- ゴースト 〜天国からのささやき（イーライ・ジェームズ教授〈ジェイミー・ケネディ〉）
- コールドケース5 #12
- コールドケース6（ディミトリー・コズロフ） #8
- コバート・アフェア CIA諜報員アニー シーズン2
- CSI:7 科学捜査班
- CSI:14 科学捜査班（イーサン・コナー）
- CSI:ニューヨーク5 ※異なる役で毎回レギュラー出演
- CSI:マイアミ6（バスコ・トーレス、マーティン・ウィルソン、ピート・モートン、ガブリエル・ソト、ドュエイン・クロス 他）※異なる役で毎回レギュラー出演
- The O.C.（サム）
- 製パン王 キム・タック（トゥクソン）
- チャームド 〜魔女3姉妹〜
- チング 〜愛と友情の絆〜（ドルコ〈チャ・ドジン〉）
- ディフェンダーズ 闘う弁護士
- 鉄の王 キム・スロ（ユ・チョン〈チャン・ドンジク〉）
- 馬医（ペク・クァンヒョン〈チョ・スンウ〉）
- パスタ〜恋が出来るまで〜
- HAWAII FIVE-0（ケヴィン）
- HAWAII FIVE-0 シーズン6（カイル〈マイケル・ウング〉）
- フォーリング スカイズ
- FRINGE/フリンジ
- 復活（キム・スチョル〈コ・ミョンファン〉）
- HELIX -黒い遺伝子-（ダニエル・アエロフ、トゥルーク〈ミーグン・フェアブラザー〉）
- BONES2（ケイト/ルイス・マッキー 他）
- 魔術師 MERLIN #10
- ミス・マープル2 動く指
- メリは外泊中
- THE MENTALIST メンタリストの捜査ファイル2
- ユーリカ シーズン3
- レバレッジ 〜詐欺師たちの流儀（エベン・ドゥーリー・ジュニア）
- LAW & ORDER（エド・グリーン〈ジェシー・L・マーティン〉）
- LAW&ORDER:クリミナル・インテント（エド・グリーン〈ジェシー・L・マーティン〉）
- LAW & ORDER:性犯罪特捜班（エド・グリーン〈ジェシー・L・マーティン〉）
- 私の期限は49日

#### アニメ
- アベンジャーズ 地球最強のヒーロー（アイアンマン / トニー・スターク）
- オープン・シーズン3 森の仲間とゆかいなサーカス
- ガフールの伝説
- 時光代理人 -LINK CLICK-（シェフ）
- ジェニーはティーン☆ロボット（マッドスリンガー、XJ-8）
- 少年マイロの火星冒険記3D
- ターボ
- トルーと虹の王国（バートルビー）
- バービーと妖精の国フェアリートピア
- マペット・ベビー（サム）
- 魔法が解けて（ルーシー）
- ろぼっとアトム（フラー博士）

#### その他
- アプレンティス/セレブたちのビジネス・バトル（ドナルド・トランプ・ジュニア）
- UFC登竜門 ジ・アルティメット・ファイター シーズン9（キャメロン・ダラー）
- UFC登竜門 ジ・アルティメット・ファイター ヘビー級バトル（ダリル・スクーノヴァー）
- ホテル・ヘル2 熱血!再生プロジェクト（ブライアン・ゴス）

### ボイスオーバー
- 地球ドラマチック（NHK教育）
  - 「グランドキャニオン探検 〜20億年のスペクタクル〜」（2009年）
  - 「永遠の命は実現できるか!? 〜再生医療・遺伝子・アバター〜」（2012年）
  - 「人気シェフが行く イギリス料理をおいしく!」（2012年）
- パーフェクトな妻たち 〜家事苦手主婦の変身〜
- BS世界のドキュメンタリー（NHK-BS1）

### シリーズ一覧
1. ↑  第1期（2008年）、第2期『鉄腕バーディー DECODE:02』（2009年）
2. ↑  第2期『巴里編』（2008年）、第3期『フィナーレ』（2010年）
3. ↑  第1期（2009年 - 2010年）、第2期『S』（2013年）
4. ↑  第1期（2010年）、第2期『探偵オペラ ミルキィホームズ 第2幕』（2012年）
5. ↑  第1シリーズ（2012年 - 2013年）、第2シリーズ（2013年 - 2014年）
6. ↑  第1作（2016年 - 2017年）、第2作『魔法つかいプリキュア!!〜MIRAI DAYS〜』（2025年）
7. ↑  第1期（2020年）、第2期『2』（2023年）